# Draba borealis
Draba borealis är en korsblommig växtart som beskrevs av Dc. Draba borealis ingår i släktet drabor, och familjen korsblommiga växter. Inga underarter finns listade i Catalogue of Life.